# Simulium nebulosum
Simulium nebulosum is een muggensoort uit de familie van de kriebelmuggen (Simuliidae). De wetenschappelijke naam van de soort is voor het eerst geldig gepubliceerd in 1986 door Currie and Adler.